# 기아 캐피탈
기아 캐피탈(Kia Capital)은 1989년 3월부터 1996년 12월까지 기아자동차에서 콩코드의 차체를 활용하여 개발한 대한민국의 전륜구동 준중형 세단이다.

## 1세대

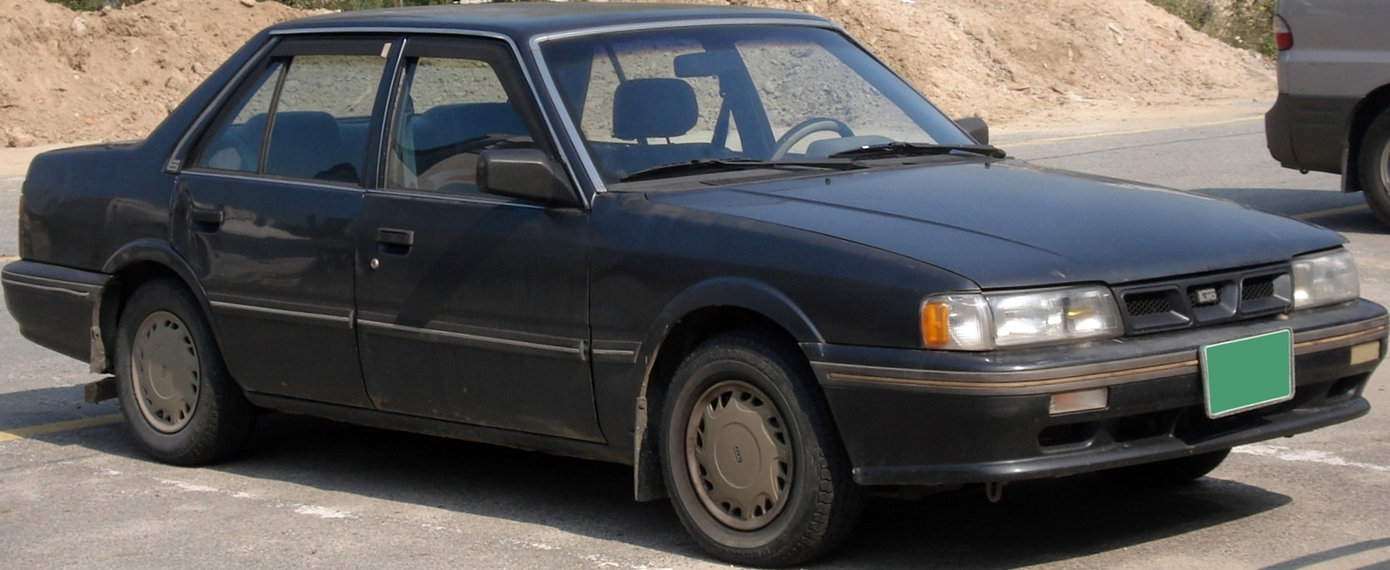
기아 캐피탈(후기형) 정측면

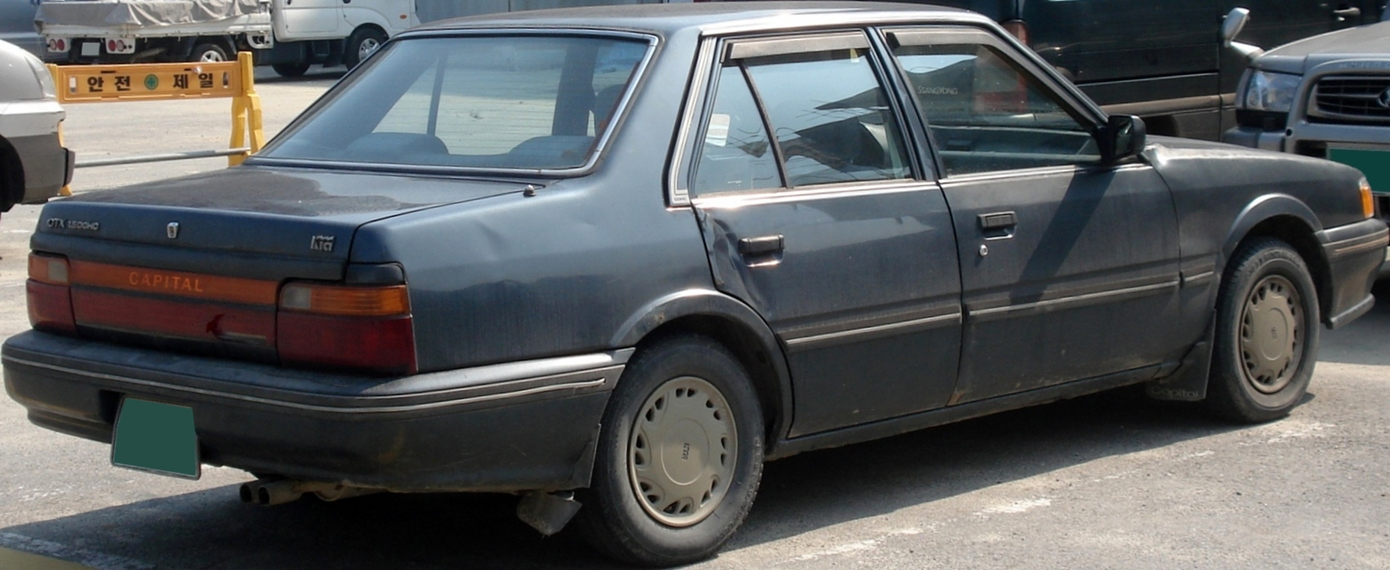
기아 캐피탈(후기형) 후측면

2.28 산업 합리화 조치가 해제된 1987년에 기아산업은 프라이드와 콩코드를 연달아 내놓아 승용차계의 부흥을 맛보고 있었으나, 둘 사이의 공백을 채울 차종이 없었다.
그리하여 1989년 3월 3일에 출시된 캐피탈은 콩코드의 마쓰다 GC형 차체를 활용하였으나, 디자인을 달리하여 콩코드와 차별화를 시도하였다. 
'다이나믹 세단'이라는 슬로건으로 어필한 캐피탈은 전자제어 카뷰레이터(ECCS)가 장착된 마쓰다의 95마력 B5 1.5L SOHC 엔진을 장착하여 당시 경쟁 차종이던 현대 스텔라와 경쟁에서 선두를 이끌었다.
95마력의 1.5L B5 ECCS SOHC 엔진은 당시 경쟁 차종에 비하여 높은 성능을 가지고 있었으며, 최고 속도 170km/h, 제로백(0→100km/h) 가속 13.5초의 성능을 내었다.
1990년 5월 26일에 대한민국산 자동차 역사의 한 획을 그은 대한민국산 자동차 최초의 DOHC 엔진(1.5L B5-DE DOHC 엔진)이 추가되었다. 
마쓰다에서 제작한 유닛을 기반으로 기아자동차 엔지니어들이 세팅한 대한민국 최초의 DOHC 엔진인 1.5L B5-DE DOHC 엔진은 기존 ECCS 엔진과 달리 보쉬 모트로닉 전자제어식으로, 최고 출력 115마력, 최고 속도 170km/h, 제로백(0→100km/h) 가속 10.0초의 당시로선 높은 성능을 냈다. 다만 이 엔진은 고회전형 엔진이라서 낮은 rpm에서는 반응이 상대적으로 느렸고, 이 때문에 1992년에 나온 세피아는 캐피탈의 DOHC 엔진을 공용했지만 엔진 세팅이 캐피탈과 달랐다.
본래 이 엔진은 마쓰다가 자사의 패밀리아 스포츠에 사용한 1.6L B6-D DOHC 엔진을 기반으로, 내경을 약간 줄여 다운사이징한 엔진이어서 고 rpm에서 최대 토크를 발휘하는 특성을 있었다.
동시에 파워 안테나의 위치도 조수석 A 필러 부근에서 조수석 뒷 펜더 부근으로 옮겨졌다. 이어서 동년 6월 12일에는 콩코드의 F8 1.8리터 SOHC 엔진이 장착된 최상급 트림인 1800 EGI가 추가되었다. 다만 1.8리터 SOHC 가솔린 모델은 많이 팔리지 않았고, 대신 1.8리터 사양은 LPG 택시로 많이 팔렸다.
이후 경쟁 차종인 대우 에스페로는 물론 최고의 인기를 구가한 현대 엘란트라가 출시되었고, 1992년 9월에 출시된 자사의 동급 차종인 세피아와 병행 판매되었다. 세피아는 캐피탈의 B5 1.5리터 엔진을 갖고 와서 세팅을 달리한 후 장착했다.
1991년 12월 9일에는 페이스리프트를 거쳐 뒷 번호판 위치를 트렁크에서 범퍼로 옮기고, 일체형 리어 피니셔 등이 적용되는 등의 변화를 가졌다. 1994년 6월에 헤드 램프가 둥글어지는 등 또 한번 페이스리프트를 거친 뉴 캐피탈이 출시되었고, 운전석 에어백이 옵션으로 추가됐다. 최후기형의 알루미늄 휠은 콩코드의 휠을 이용했다. 이 때 ECCS 1.5리터 SOHC 엔진이 단종되어 1.5리터 DOHC 엔진과 1.8리터 LPG 엔진만 남았다.
하지만 시대에 맞지 않는 디자인과 경쟁력 약화로 판매가 부진함에 따라 1996년 12월에 준중형 세단 세피아, 중형차 크레도스로 통합되는 형식으로 단종되었다.

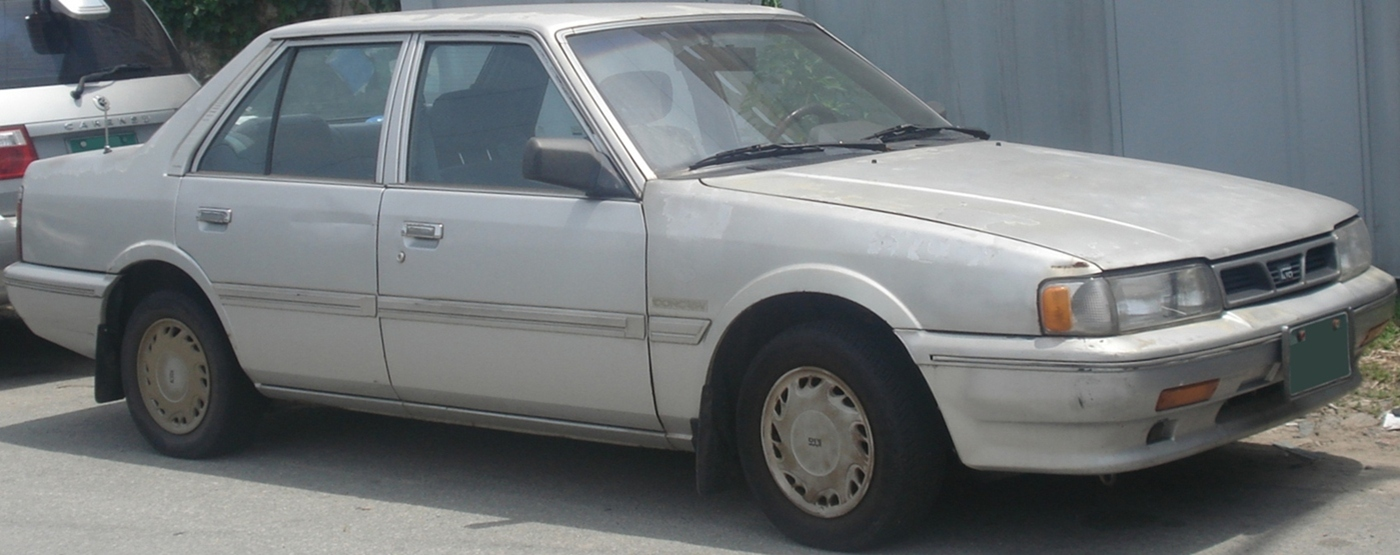
기아 캐피탈(전기형) 정측면
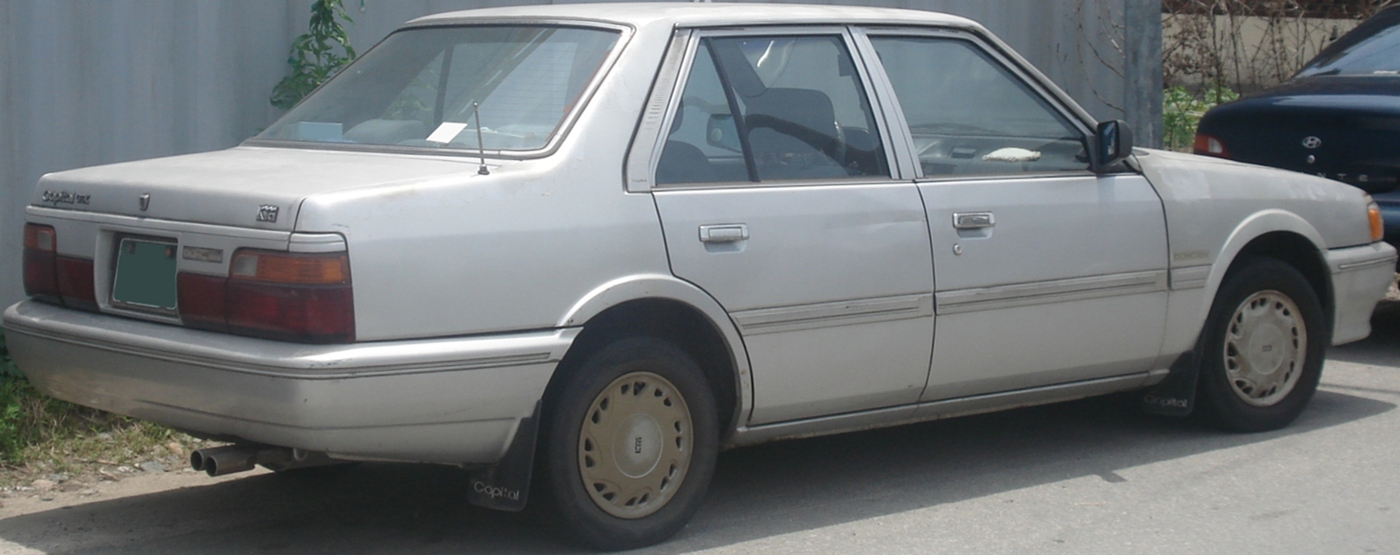
기아 캐피탈(전기형) 후측면
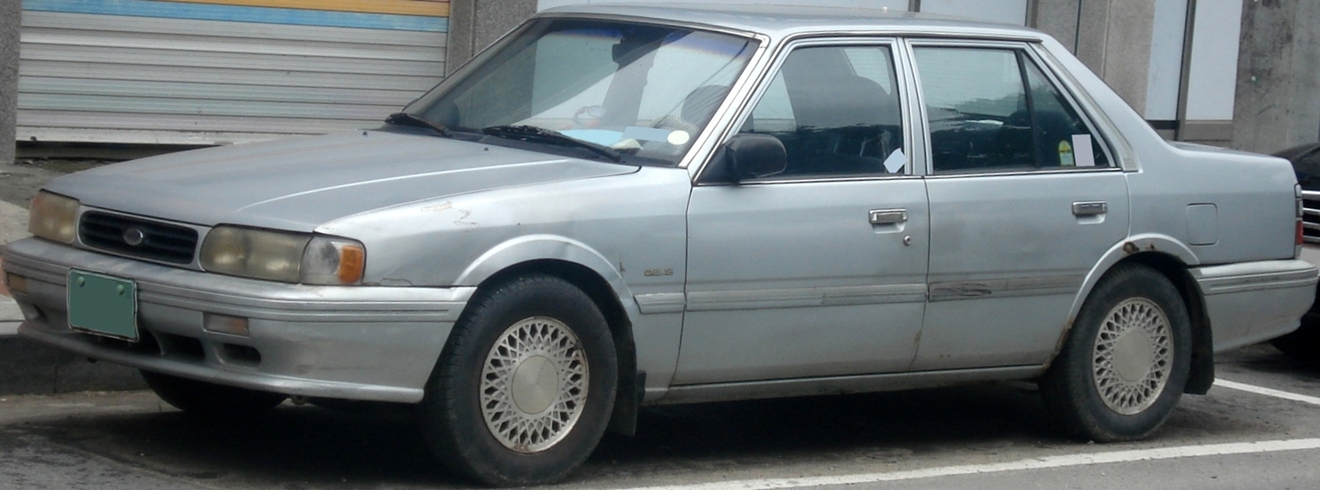
기아 뉴 캐피탈 정측면
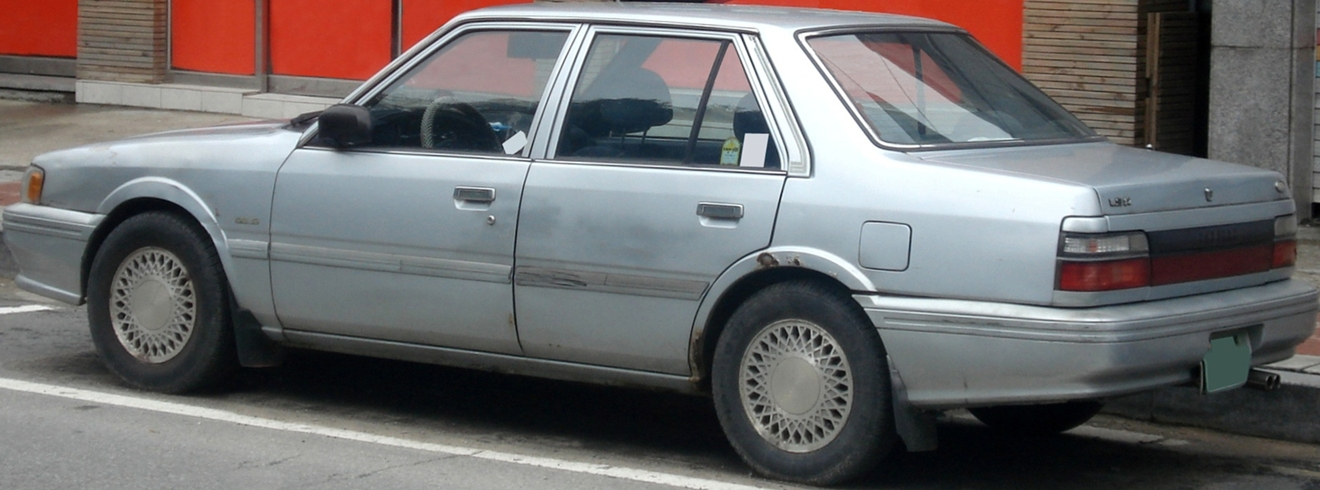
기아 뉴 캐피탈 후측면

| 구분                 | 1.5L SOHC                                 | 1.5L DOHC                                 | 1.8L SOHC                                 |
| -------------------- | ----------------------------------------- | ----------------------------------------- | ----------------------------------------- |
| 전장 (mm)            | 4,480(1989년~1991년) 4,430(1991년~1996년) | 4,480(1989년~1991년) 4,430(1991년~1996년) | 4,480(1989년~1991년) 4,430(1991년~1996년) |
| 전폭 (mm)            | 1,705                                     | 1,705                                     | 1,705                                     |
| 전고 (mm)            | 1,405                                     | 1,405                                     | 1,405                                     |
| 축거 (mm)            | 2,520                                     | 2,520                                     | 2,520                                     |
| 윤거 (전, mm)        | 1,440                                     | 1,440                                     | 1,440                                     |
| 윤거 (후, mm)        | 1,430                                     | 1,430                                     | 1,430                                     |
| 승차 정원            | 5명                                       | 5명                                       | 5명                                       |
| 변속기               | 수동 5단                                  | 수동 5단 자동 4단(O/D)                    | 수동 5단 자동 3단                         |
| 서스펜션 (전/후)     | 맥퍼슨 스트럿/맥퍼슨 스트럿               | 맥퍼슨 스트럿/맥퍼슨 스트럿               | 맥퍼슨 스트럿/맥퍼슨 스트럿               |
| 구동 형식            | 전륜구동                                  | 전륜구동                                  | 전륜구동                                  |
| 연료                 | 가솔린                                    | 가솔린                                    | 가솔린                                    |
| 배기량 (cc)          | 1,498                                     | 1,498                                     | 1,789                                     |
| 최고 출력 (ps/rpm)   | 95/6,000 (이후 80/6,000으로 변경)         | 115/6,500                                 | 95/5,000                                  |
| 최대 토크 (kg*m/rpm) | 14.2/3,500                                | 15.2/4,500                                | 16.2/2,500                                |
| 연비 (km/L)          | 14.33(수동)                               | 13.37(수동)                               | 14.03(수동)                               |

### 캐피탈
- 1.5 SOHC(ECCS)
  - SLX
  - GLX
- 1.5 DOHC
  - GTX
- 1.8 EGI
  - EGI(이후 GLX로 변경)

### 뉴 캐피탈
- 1.5 DOHC
  - GS Di
  - LS Di

## 미디어 속의 캐피탈

### 영화
투캅스에서 경찰차로 몇차례 등장하였다.